# Ramble at the Ryman
Ramble at the Ryman é um álbum ao vivo lançado em 2011 pelo multi-instrumentista Levon Helm. Gravado durante uma apresentação em 17 de setembro de 2008 no Ryman Auditorium, Nashville, apresenta seis canções do The Band, material da discografia solo de Helm e versões de canções consagradas.
O álbum conquistou o Grammy de 2011 na categoria "Best Americana Album", prêmio que já havia sido concedido a Helm anteriormente pelo álbum Electric Dirt, de 2009.

## Faixas
| N.º | Título                    | Duração |  |
| 1.  | "Ophelia"                 | 3:58    |  |
| 2.  | "Back To Memphis"         | 4:54    |  |
| 3.  | "Fannie Mae"              | 3:33    |  |
| 4.  | "Baby Scratch My Back"    | 4:13    |  |
| 5.  | "Evangeline"              | 3:31    |  |
| 6.  | "No Depression In Heaven" | 4:01    |  |
| 7.  | "Wide River to Cross"     | 4:44    |  |
| 8.  | "Deep Elem Blues"         | 7:12    |  |
| 9.  | "Anna Lee"                | 4:02    |  |
| 10. | "Rag Mama Rag"            | 4:21    |  |
| 11. | "Time Out For The Blues"  | 2:44    |  |
| 12. | "A Train Robbery"         | 5:41    |  |
| 13. | "The Shape I’m In"        | 4:43    |  |
| 14. | "Chest Fever"             | 7:03    |  |
| 15. | "The Weight"              | 6:14    |  |